# Marie 'Ajami
Marie 'Ajami est une journaliste, poète, enseignante et féministe syrienne née en 1888 à Damas, et morte le 25 décembre 1965. Elle a vécu en Syrie, au Liban, en Irak, en Palestine et en Égypte.

## Biographie

### Études
C'est la fille de Abdul Ibn Yusuf Agama. Née dans une famille orthodoxe, elle passe sa scolarité à Damas au sein d'institutions missionnaires russes et irlandaises (à l'École irlandaise de Damas, puis à l'école russe), avant de rejoindre l'université américaine de Beyrouth, où elle fait des études d'infirmière en 1906.

### Travail et engagement
Marie 'Ajami travaille comme enseignante dans plusieurs écoles dans de nombreux pays : la ville de Zahle, au Liban (1903 - 1904), la ville de Port-Saïd, en Égypte, (1908), la ville d'Alexandrie (1909), l'école russe et l'école des Franciscains de Damas. Elle travaille également en Palestine et en Irak.
Elle fonde en 1910 la première revue syrienne Al-'Arus (La Mariée) destinée aux femmes. En 1920, alors que la question du droit de vote des femmes au Liban et en Syrie suscite de nombreuses peurs, Rashid Rida s'oppose dans un article paru dans Al-Manar au projet, en argumentant que le droit de vote des femmes est incompatible avec l'infériorité dans laquelle elles sont tenues, et qu'il faut au préalable les éduquer. Marie 'Ajami lui répond dans Al Arus par un article titré « La femme et l'égalité », où elle s'oppose à la vision des femmes nées pour servir tour à tour leur père puis leur mari, et défend leur droit à exister par elles-mêmes.
À côté d'articles littéraires et sociaux, elle attaque vigoureusement la politique de domination ottomane, et le gouverneur Jamal Pacha, critiques qu'elle redouble après la pendaison de son fiancé, Petro Pauli, exécuté en même temps que d'autres intellectuels. Par la suite, elle s'oppose de la même façon à la domination française.
Elle co-fonde plusieurs clubs et associations, dont le Club féminin littéraire de Damas et l'association Nûr al-fayhâ' avec le club féminin portant le même nom. Elle fonde l'école des filles des martyrs en 1920. Elle a été membre de la Ligue Littéraire fondée à Damas au début des années vingt.
Elle est une des figures du féminisme de la Nahda.

## Œuvre
Marie 'Ajami a écrit des poèmes métriques dans lesquels elle a abordé des questions sociales, politiques et nationales durant la fin de l'époque ottomane ainsi que le mandat français. Elle s'est engagée dans la défense des droits des femmes et des jeunes filles.

### Œuvres poétiques et de prose
- "dawhat al-dhikrâ" (Le jardin des souvenirs), recueil regroupant une sélection de poèmes et de prose - présenté par 'afifa sa'b - imprimé par le ministère de la Culture et de l'éducation nationales - Damas 1969 .

### Autres œuvres
- Traduction en arabe d'un roman intitulé "al-majdaiyya al-hasnâ'" (La belle Madeleine) - Imprimerie Kustantîn bunnî - Homs (Syrie) 1913 ;
- Traduction de l'anglais en arabe du livre "'amjad al-ghayât" (Les glorieux desseins) - 1927.